# گیرنده کانابینویید

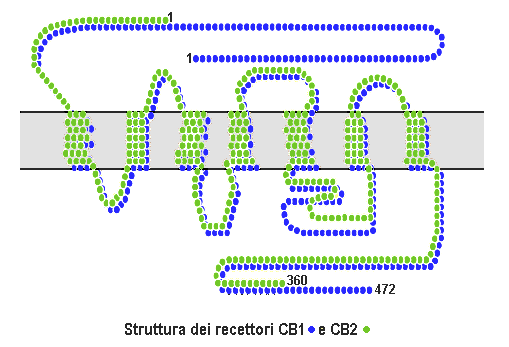
ساختار CB1 و CB2.

گیرنده‌های کانابینوئید (به انگلیسی: Cannabinoid receptor) نوعی از گیرنده‌های سطح سلول هستند که به خانواده گیرنده‌های پروتیین جی تعلق دارند. به وسیلهٔ سه گروه از لیگاندها فعال می‌شوند. اندوکانابینوئیدها (در بدن پستانداران ساخته می‌شود), کانابینوئیدهای گیاهی مانند تتراهیدروکانابینول و کانابینوئیدهای سنتتیک مانند HU-210. همه انواع کانابینویید محلول در چربی هستند.
دو زیرگروه گیرنده‌های کانابینویید شناخته شده CB1 و CB2 نام گرفته‌اند. گیرنده‌های CB1 بیشتر در مغز (دستگاه عصبی مرکزی) هستند، اما همچنین در ریه‌ها، جگر و کلیه‌ها هم پیدا شده‌است. گیرنده‌های CB2 بیشتر در دستگاه ایمنی و سلولهای خونی نوع (HSCs) هستند.
گیرنده CB1 همچنین در انتهای عصب وجود دارد، جایی که آنها حساسیت به درد را کاهش می‌دهند (یکی از دلایل اصلی که کانابیس برای تسکین درد استفاده می‌شود).
گیرنده CB2 معمولاً در سلول‌های سیستم ایمنی بدن سیستم عصبی محیطی یافت می‌شود. در زمان فعال شدن، آنها پاسخ ایمنی به التهاب می‌کنند که نقش مهمی در درمان بسیاری از بیماری‌های مزمن دارد.

## لیگاندها

### مؤثر بر این گیرنده
- آناندامید
- ان-آراشیدونویل دوپامین
- ۲-آراکیدونویل گلیسیرین
- تتراهیدروکانابینول

## فیزیولوژی گیرنده‌های کانابینویید

### دستگاه گوارش
پس از تجویز Δ9-THC (تتراهیدروکانابینول) یا آناندامید، اثر مهاری بر دستگاه گوارش مشاهده شده‌است.

### دستگاه گردش خون
فعال شدن گیرنده CB1 در کاهش فشار خون، که بر اثر خونریزی یا رها شدن اندوتوکسین (درون‌زهرابه) رخ می‌دهد، مشارکت دارد.